# Denís Puixilin

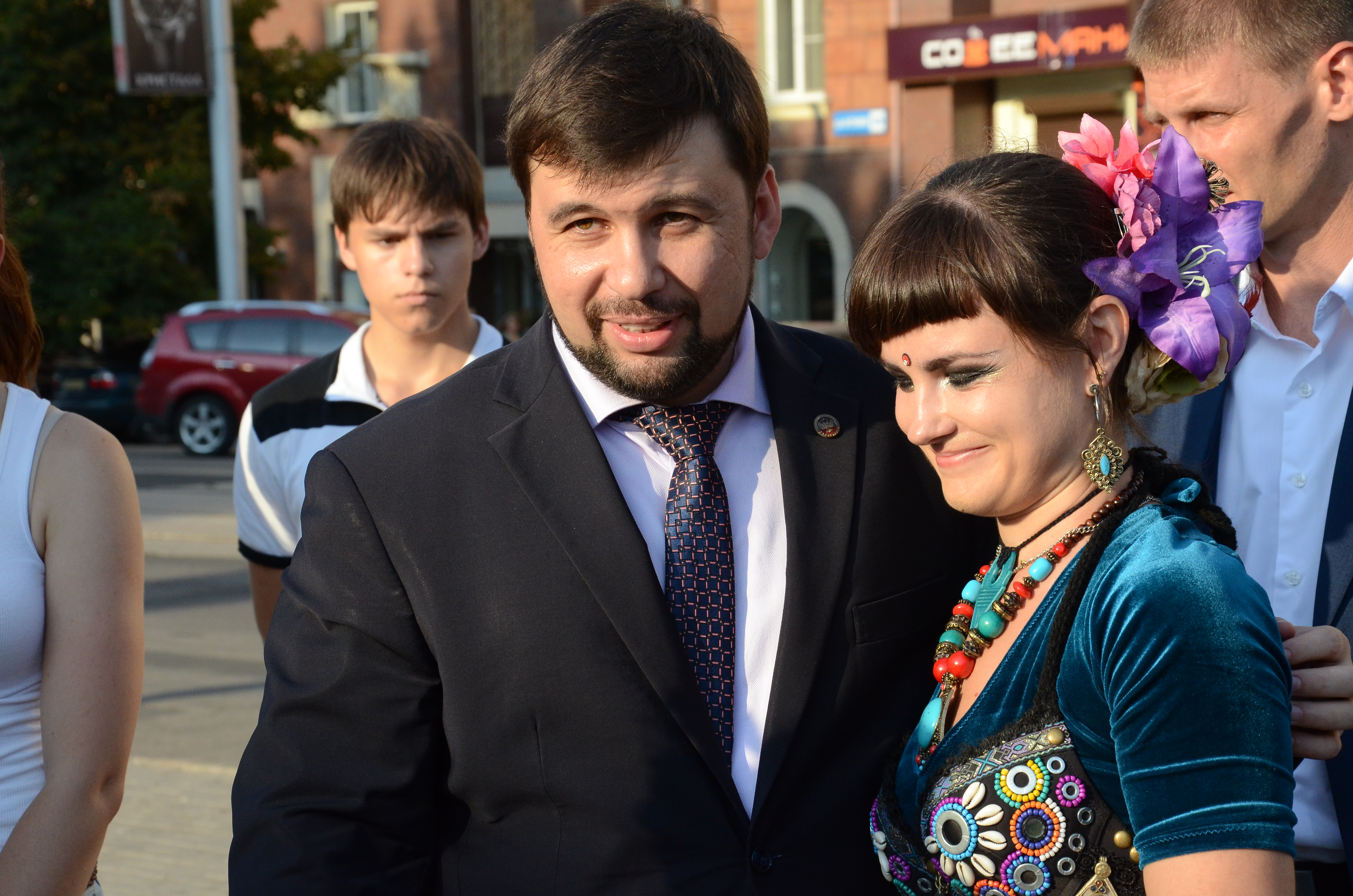
Denis Puixilin en el festival "Gran Donbass", el 15 d'agost de 2015.

Denis Vladímirovitx Puixilin (en rus Дени́с Влади́мирович Пуши́лин, en ucraïnès Денис Володимирович Пушилін; nascut el 9 de maig de 1981) és el Cap de la República Popular de Donetsk, que va declarar la seva independència d'Ucraïna l'11 de maig de 2014 en una acció no reconeguda per la comunitat internacional.